# Nueva Democracia Unión Electoral
Nueva Democracia Unión Electoral (en portugués: Nova Democracia União Eleitoral) o ND fue una coalición electoral angoleña establecida el 18 de noviembre de 2006 y compuesta por seis partidos políticos con miras a las elecciones generales de 2008. Sus partidos integrantes eran el Movimiento para la Democracia de Angola, la Unión Angoleña por la Paz, la Democracia y el Desarrollo, la Alianza Nacional Independiente de Angola, el Partido Social Independiente de Angola, el Partido Socialista Liberal y la Unión Nacional por la Democracia. La mayoría de los integrantes de la coalición habían estado afiliados previamente a otra coalición, los Partidos da Opocição Civil.
El líder de la coalición fue Quintino de Moreira, presidente del MPDA. En las elecciones de 2008 la ND obtuvo el 1,20% de los votos y 2 escaños en la Asamblea Nacional. En las elecciones de 2012 el partido obtuvo solo el 0,23% de los votos y perdió sus dos representantes, cayendo en la irrelevancia política. La coalición fue formalmente extinguida por orden judicial el 2 de mayo de 2013.